# Trotamundos de Carabobo BBC
El Trotamundos de Carabobo BBC és un club veneçolà de basquetbol de la ciutat de Valencia.

## Palmarès
- Lliga veneçolana de bàsquet: 
  - 1986, 1987, 1988, 1989, 1994, 1999, 2002, 2006